# Saison 2020 de la Ligue canadienne de football
Navigation
2019 2021
2020 aurait été la 63e saison de la Ligue canadienne de football et la 135e saison de football canadien depuis la fondation de la Canadian Rugby Football Union en 1884. Les camps d'entraînement devaient s'ouvrir le 17 mai et le début de la saison régulière était fixé au 11 juin. Le match de la coupe Grey devait avoir lieu à Regina le 22 novembre. Cependant, à cause de la pandémie de COVID-19, la saison entière a été annulée.

## Événements
Les Alouettes de Montréal ont de nouveaux propriétaires : les hommes d'affaires ontariens Sid Spiegel et Gary Stern ont acheté le club en janvier 2020,. 
Dès le 12 mars, la LCF annonce qu'elle annule les camps d'évaluation devant se tenir à Montréal, Edmonton et Toronto en mars. Le 30 mars, elle annonce le report de l'ouverture des camps d'entraînement, puis en avril elle fait savoir que la saison régulière ne commencera pas avant juillet, au plus tôt. À la fin d'avril, elle entre en négociation avec le gouvernement fédéral canadien afin d'obtenir une aide financière pour pouvoir organiser la saison sans bénéficier des revenus de vente de billets. Le 20 mai, la LCF annonce que la saison ne pourra pas débuter avant septembre au plus tôt, et que la ville qui accueillera le match de la coupe Grey sera celle de l'équipe finaliste ayant compilé le meilleur dossier en saison régulière.
Le 21 juillet, la LCF annonce qu'elle prévoit maintenant tenir une saison raccourcie dans une seule ville, et que la ville choisie est Winnipeg, domicile des Blue Bombers. Elle devra cependant obtenir l'approbation des autorités de santé publique, ainsi qu'une entente avec l'Association des joueurs de la LCF.
Cependant, le 17 août, la ligue annonce qu'elle n'a pas pu obtenir l'aide financière du gouvernement fédéral, et qu'en conséquence les propriétaires des équipes avaient décidé d'annuler complètement la saison 2020.

### Nom des Eskimos d'Edmonton
Dans la foulée de la controverse sur la représentation des Premières Nations américaines dans le sport, les Eskimos d'Edmonton annoncent le 21 juillet qu'ils abandonnent le surnom d'« Eskimos » et qu'ils seront désignés sous les noms de « Edmonton Football Club » et « EE Football Team » en attendant de trouver un nouveau nom.